# 隐轴蛇菰
隐轴蛇菰（学名：Balanophora cryptocaudex）为蛇菰科蛇菰属的植物，是中国的特有植物。分布在中国大陆的云南等地，生长于海拔1,900米的地区，多生长在林中，目前尚未由人工引种栽培。